# ATP Challenger Cuneo
Das ATP Challenger Cuneo (offiziell: Cuneo Challenger) war ein Tennisturnier, das von 1979 bis 1981 jährlich in Cuneo, Italien, stattfand. Es gehörte zur ATP Challenger Tour und wurde im Freien auf Sand gespielt. Ricardo Cano ist mit einem Titel im Einzel und zwei Titeln im Doppel Rekordsieger des Turniers.

## Liste der Sieger

### Einzel
| Jahr | Sieger        | Finalgegner       | Ergebnis      |
| ---- | ------------- | ----------------- | ------------- |
| 1981 | Juan Avendaño | Roberto Vizcaíno  | 7:5, 6:3      |
| 1980 | Ricardo Cano  | Mario Martínez    | 7:5, 6:2      |
| 1979 | Fernando Luna | Christophe Freyss | 6:2, 6:2, 6:0 |

### Doppel
| Jahr | Sieger                            | Finalgegner                       | Ergebnis      |
| ---- | --------------------------------- | --------------------------------- | ------------- |
| 1981 | Guillermo Aubone Ricardo Cano (2) | Ricardo Acuña Ramiro Benavides    | 7:6, 7:5      |
| 1980 | Ricardo Cano (1) Carlos Gattiker  | Mario Martínez Pedro Rebolledo    | 4:6, 7:6, 6:2 |
| 1979 | Alejandro Pierola Belus Prajoux   | Dominique Bedel Christophe Freyss | 6:4, 7:6      |